# Roxxi Laveaux
Nicole Raczynski,  conosciuta come Roxxi o Nikki Roxx (Boston, 19 aprile 1979), è una wrestler statunitense.
È meglio conosciuta per il suo lavoro in Total Nonstop Action Wrestling sotto il ring name Roxxi. Attualmente lavora per la Shimmer Women Athletes e diverse altre promotions indipendenti sotto il ring name di Nikki Roxx.

## Carriera nel wrestling
Crescendo Nicole ha frequentato eventi di wrestling professionistico al Boston Garden con i suoi genitori. Si è allenata come wrestler sotto Killer Kowalski su consiglio di April Hunter che si stava già allenando lì. Come fatto notare in un'intervista di Tommy Fierro dal Who's Slamming Who, a Nicole era permesso di allenarsi in quella scuola gratuitamente, stando a lei, per il debole di Kowalski a lasciare spazio alle poche donne che decidessero di allenarsi per il wrestling. Ha debuttato nel marzo 2002 sotto il ring name di Nikki Roxx e successivamente ha formato un tag team con April chiamato The Killer Babes. Nicole ha lottato in numerose promotion indipendenti del Nord America come la Shimmer Women Athletes, Squared Cirle Wrestling, Women's Extreme Wrestling (WEW), Professional Girl Wrestling Association, New England Championship Wrestling, Defiant Pro Wrestling, MXW Pro Wrestling, World Women's Wrestling, Chaotic Wrestling e Ring of Honor (ROH). Ha anche lottato in Messico per promotion come il Consejo Mundial de Lucha Libre (CMLL), Lucha Libre Femenil e Asistencia Asesoría y Administración (AAA).

### Shimmer Women Athletes (2005-presente)
Il 6 novembre 2005 Nicole ha fatto il suo debutto per la Shimmer Women Athletes sotto il ring name di Nikki Roxx ai primi tapings della SHIMMER. Nel Volume 1 ha fatto coppia con Cindy Rogers in un match perso contro Krissy Vaine e Amber O'Neal e nel Volume 2, registrato la stessa sera, ha sconfitto Lexie Fyfe. È tornata nella promotion il 12 febbraio 2006, per i tapings del Volume 3 e 4, durante i quali ha perso contro Rain ed ha sconfitto Amber O'Neal in match singoli. Il 21 maggio, ai tapings del Volume 5, ha avuto una performance rivelatrice contro Amazing Kong, nonostante sia stata sconfitta. Dopo una serie di vittorie su Lorelei Lee, Lacey, Malia Hosaka e Tiana Ringer nei quattro volumi successivi, Nikki si è preparata la strada per passare dagli Opening Match al suo primo Main Event, nel Volume 10, che è stato registrato il 7 aprile 2007. All'evento Nikki Roxx è stata sconfitta da Sara Del Rey. A giugno Nikki ha preso parte al torneo per determinare la prima Shimmer Champion. Ha sconfitto Rain per avanzare al secondo round, dove è stata poi sconfitta da Lacey. Nel Volume 12 ha vinto un FOur Corner Survival contro Ariel, Portia Perez ed Eden Black. Nel Main Event del Volume 13 ha fatto coppia con Sara Del Rey in un Tag Team Match dove hanno sconfitto le Minnesota Home Wrecking Crew (Lacey e Rain). Il 1º luglio 2007, ai tapings del Volume 14 Nikki ha avuto un rematch con Amazing Kong ma ancora una volta è stata sconfitta. Questo ha segnato l'ultima apparizione di Nikki in SHIMMER per oltre un anno visto che dopo l'evento lei ha firmato un contratto con la Total Nonstop Action Wrestling ed è stata forzata a lasciare la promotion.
Il 5 luglio 2008, ai tapings del Volume 19 Nikki ha fatto il suo ritorno sconfiggendo Nicole Matthews in un match singolo. Più tardi quella stessa sera ha perso contro Ariel. Ai tapings del Volume 21 e 22 il 19 ottobre Nikki Roxx ha sconfitto Danyah e ha perso contro Jetta. Nei quattro volumi successivi, che sono stati registrati nel maggio 2009, ha sconfitto Cat Power e Melanie Cruise in match singoli e ha formato un Tag Team chiamato Pretty Bitchin con Ariel e hanno perso il loro primo match contro le International Home Wrecking Crew (Rain e Jetta) ma vinto un match importantissimo contro The Experience (Malia Hosaka e Lexie Fyfe). L'8 novembre, ai tapings del Volume 27 e 28, Nikki ha lottato nel suo match più importante in SHIMMER, sfidando senza successo MsChif per lo Shimmer Championship. Nel Volume 28, registrato lo stesso giorno, Nikki è tornata alla vittoria sconfiggendo Wesna Busic. Il 10 aprile 2010, ai tapings del Volume 29, Nikki e Ariel hanno sconfitto Melanie Cruise e Annie Social ottenendo una title shot agli Shimmer Tag Team Championship. Nel Volume 30, registrato lo stesso giorno, Nikki è stata sconfitta da Ayumi Kurihara in un match singolo. Il giorno successivo, nel Volume 31, Nikki e Ariel hanno ricevuto la loro Title Shot ai Tag Team Championship ma sono state sconfitte dalle campionesse regnanti, le Canadian NINJAS (Nicole Matthews e Portia Perez).
L'11 settembre 2010 Nikki Roxx ha rilasciato un'intervista, parte del Volume 33, in cui affermava di voler diventare la prossima SHIMMER Champion. Nel Volume successivo, il 34, ha sconfitto Misaki Ohata in un singles match con il suo Barbie Crusher. Nel Volume 35 è tornata a fare coppia con Ariel perdendo contro il Team di Daizee Haze e Tomoka Nakagawa.

### Total Nonstop Action Wrestling (2007-2009)
Secondo un'intervista grazie ad un incoraggiamento per lei fatto da Abyss (che lei ha incontrato ad uno show 2CW in Syracuse (New York)), la Total Nonstop Action Wrestling l'ha contattata e ha firmato un contratto con Nicole nell'estate del 2007.

#### Voodoo Kin Mafia
Nicole ha debuttato in TNA il 15 luglio 2007 al pay-per-view Victory Road. Identificata come la "Voodoo Queen", Roxxi Laveaux è stata introdotta come la valletta dei Voodoo Kin Mafia. Dopo un match tra la Voodoo Kin Mafia e i Basham e Damaja, Roxxi ha fatto a botte con Christy Hemme, la valletta di Basham e Damaja. Nell'episodio di Impact! del 27 settembre 2007, Roxxi ha sconfitto Christy, Gail Kim, Jackie Moore e Ms. Brooks in un preview match a Bound For Glory per ottenere il decimo e ultimo spot nel TNA Women's Championship Gauntlet. Roxxi è arrivata poi in finale ma in finale Gail ha vinto diventando la prima TNA Women's Knockout Champion. Nel pay-per-view successivo, Genesis, Roxxi ha lottato in un Four-Way Match tra lei, Gail, ODB e Angel Williams per il TNA Women's Championship. Roxxi ha avuto un vantaggio quando ha sputato l'Asian Mist sul volto di ODB ma Gail l'ha tenuta abbastanza a bada per schienare ODB e mantenere il titolo.
Roxxi ha lottato in un tag team match a Turning Point, facendo coppia con ODB lottando contro Angelina Love (Angel Williams) e Velvet Sky. Tuttavia Roxxi e ODB hanno perso il match con Roxxi schienata dopo una manovra di coppia che ha visto Velvet mettere a segno un Russian Leg Sweep e Angelina un Big Boot. Nell'edizione di Impact! del 3 gennaio 2008 Roxxi ha partecipato ad un Gauntlet Match che avrebbe aiutato a determinare i rankings della TNA Knockouts Division nel 2008. È arrivata in finale, fronteggiandosi con ODB, ma è stata schienata. È stata licenziata dai Voodoo Kin Mafia da Kip James il 31 gennaio 2008 ad Impact! perché lei accidentalmente ha lanciato della polvere negli occhi di Kip causandogli la sconfitta in un match contro Hernandez.

#### The Hardcore Knockout
Nell'edizione di Impact! del 6 marzo Roxxi è stata mostrata in un promo backstage con Angelina Love e Velvet Sky che hanno insistito nel dargli un makeover per la settimana successiva per poterla portare nelle "beautiful people". Nell'episodio successivo di Impact! Roxxi è diventata una babyface quando ha evitato i diversi tentativi delle BP di cambiarla ed in risposta è stata attaccata dal duo e chiamata mostro, portando ad un feud tra di loro. Ha sconfitto Angelina nell'edizione di Impact! del 10 aprile 2008 facendo debuttare la sua nuova finisher, il Voodoo Drop. Ha poi vinto il primo Queen of the Cage match a Lockdown, schienando in finale Angelina dopo un Voodoo Drop e come risultato della vittoria le è stato garantito un Knockouts Title Match. Il title match ha preso luogo nella puntata di Impact! successiva, dove è stata schienata dall'allora campionessa Awesome Kong.

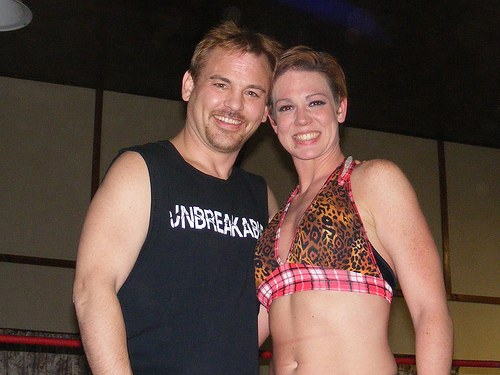
Roxxi con Spike Dudley ad un evento della Top Rope Promotions.

L'11 maggio 2008, a Sacrifice, Roxxi ha lottato in una TNA Knockout Makeover Battle Royal, un match in due parti dove la prima parte era una vera e propria battle royal. Le ultime due donne sul quadrato avrebbero poi lottato in un ladder match dove la vincitrice sarebbe diventata la numero 1 Contender mentre la perdente avrebbe dovuto rasarsi la testa. Roxxi è sopravvissuta alla Battle Royal ma è stata sconfitta nel Ladder Match da Gail Kim dopo che Angelina Love e Velvet Sky sono intervenute nel match (Gail aveva vinto un'immunità nell'episodio precedente di Impact!, il ciò significava che se Roxxi avesse vinto il ladder match Angelina sarebbe stata rasata). È stata poi rasata Roxxi con le altre Knockouts a guardare. Ha ricevuto una standing ovation dalle altre Knockouts face e i fan dopo essersi rasata i capelli. Nell'episodio successivo di Impact!, la porzione del suo nome "Laveaux" è stata eliminata ed era annunciata semplicemente come Roxxi. A Slammiversary ha fatto coppia con ODB e Gail Kim sconfiggendo le Beautiful People e Moose in un Six Woman Tag Team Match.
Da agosto Roxxi ha iniziato a crearsi una nuova gimmick: quella di Hardcore Knockout, come enfatizzato da una serie di segmenti di TNA Rough Cut. Ha successivamente preso parte a diversi hardcore matches, spesso sanguinando durante gli stessi. Ha anche sviluppato un'attitude più punk durante le interviste, a volte usando un linguaggio non proprio consono. Il 25 settembre 2008 si è travestita da Raisha Saeed, la manager di Awesome Kong, mentre Awesome Kong stava fronteggiando Mercedes Steele. Dopo il match Roxxi si è tolta il travestimento e ha attaccato Awesome Kong con una sedia d'acciaio. Per questo attacco le fu garantito un Three Match Match tra lei, Taylor Wilde e Awesome Kong a Bound For Glory IV per il Knockout Championship, che è stato vinto da Taylor. Taylor e Roxxi hanno attaccato Awesome Kong e Raisha nell'episodio di Impact! del 30 ottobre, continuando il loro feud. A Turning Point Roxxi e Taylor hanno fatto coppia e sconfitto Awesome Kong e Raisha Saeed. Roxxi e Taylor hanno fatto coppia nuovamente, questa volta con ODB, sconfiggendo le Beautiful People e Sharmelle a Final Resolution. Roxxi e Taylor eventualmente sono diventate u n team regolare feudando con le Beautiful People, portando anche sulle scene un'attrice che imitasse Sarah Palin per imbarazzarle. Il suo ultimo match è stato a Destination X dove ha fatto coppia con Taylor e The Governor sconfiggendo le Beautiful People e Madison Rayne. Il 30 aprile 2009 Roxxi è stata rilasciata dal suo contratto con la TNA durante una sospensione di 60 giorni a seguito di un litigio nel backstage con Rhaka Khan.
Il 29 agosto 2009 Jeremy Borash ha annunciato che Raczynski sarebbe ritornata alla compagnia ai tapings di Impact! del 31 agosto e 1º settembre per un apparente accordo one night only. Nell'edizione di Impact! del 10 settembre è tornata facendo coppia con Madison Rayne nel torneo per i Knockout Tag Team Championship. Tuttavia sono state eliminate nel primo round da Angelina Love e Velvet Sky. Nell'edizione di Impact! del 17 settembre era una delle lumberjacks nel match tra Alissa Flash e Cody Deaner.

### Wrestling Indipendente
Tornata nuovamente Nikki Roxx è diventata la quarta donna ad avere il WSU Championship sconfiggendo l'allora campionessa Tammy Lynn Sytch e Alexa Thatcher in un Triple Threat Match. Questo match ha avuto luogo il 21 marzo 2008 a Bergenfield, New Jersey. Nikki ha schienato Alexa conquistando il titolo mentre Tammy era distratta da Becky Bayless. Il 31 maggio, a Rahway, New Jersey, Nikki ha perso il titolo contro Angel Orsini in uno show JAPW. Come Roxxi è diventata la prima campionessa della Eastern Pro Wrestling ad un evento a Fall River, Massachusetts il 1º agosto 2008. È una lottatrice regolare per la Squared Circle Wrestling (2CW) con sede a Upstat New York. Il 28 settembre 2009 Nikki è apparsa per la Ring of Honor perdendo un match contro Sara Del Rey.

### Asistencia Asesorìa y Administraciòn (2009)
Nicole ha fatto il suo debutto per la AAA in Messico il 21 agosto 2009 all'evento Verano de Escàndalo dove lei, come Roxxi, è stata presentata da Konnan come il nuovissimo membro della Legiòn Extranjera con Teddy Hart, Jennifer Blake, Rain e Nicole. Nonostante fossero state programmate altre sue apparizioni per altri show non è più apparsa per la federazione dopo il suo debutto.

### Ritorno in TNA (2009-2010)
Nicole è tornata in TNA come Roxxi nell'edizione di Impact! del 17 dicembre sconfiggendo l'allora TNA Women's Knockout Champion ODB in un No-Title Match. Dopo Roxxi è stata assaltata da ODB con la sua tipica fiaschetta prima di essere salvata da Tara. Ai tapings di Impact! del 21 dicembre Nicole si è rotta la caviglia in due punti in un match contro Hamada. Sarebbe dovuta mancare sei settimane per il suo infortunio. È stata nuovamente rilasciata dalla compagnia il 4 marzo 2010.
Il 17 maggio 2010, ai tapings dell'edizione di Impact! del 20 maggio, Nicole, nuovamente sotto il nome di Roxxi, ha fatto un altro ritorno in TNA, sconfiggendo la Women's Knockout Champion Madison Rayne in un No-Title Match, ottenendo una title shot al titolo a SLammiversary VIII. Due settimane dopo Roxxi ha ottenuto una vittoria sulla debuttante Rosie Lotta Love, effettuando un Roll-Up su di lei dopo che la stessa aveva rifiutato il vantaggio datogli da un'interferenza di Madison Rayne. A Slammiversary VIII Roxxi ha accettato a mettere in palio la sua carriera in TNA contro Madison e lei il suo Knockout Championship. Madison ha mantenuto il titolo mettendo fine nel frattempo alla carriera in TNA di Roxxi.

## Nel wrestling
- Mosse finali
  - Barbie Crusher[27] (Circuito Indipendente) / Cajun Drop[1][27] / Voodoo Drop[27] (TNA) (|Hammerlock guillotine drop) – Inventata
  - Bimbo Plant (Circuito Indipendente) / Voodoo Slam (TNA) (Inverted front powerslam)[2]
- Mosse caratteristiche
  - Asian mist[28] – TNA; 2007
  - Beauty Special[15] (Snap fallaway slam)[2]
  - Running hip attack ad un avversario all'angolo[29]
  - Diversi pugni seguiti da un discus forearm smash[3]
  - Sidewalk slam[3]
  - Spinning o sitout spinebuster[29]
  - Standing o running big boot[3]
  - Tornado DDT[2]
- Manager
  - Sean Gorman[2]
  - Voodoo Kin Mafia[2]
  - Taylor Wilde
  - The Governor
  - Konnan[16]
- Wrestler di cui è stata valletta
  - Kid Kash
  - Lexxus[2]
  - Voodoo Kin Mafia[2]
  - Taylor Wilde[2]
- Soprannomi
  - "The Voodoo Queen"[3] (TNA)
  - '"The Hardcore Knockout"[2] (TNA)
- Musiche d'ingresso
  - "A Little Less Conversation (JXL remix)" di Elvis Presley
  - "The Ballroom Blitz" di Tia Carrere (Shimmer)
  - "Woman" dei Wolfmother
  - "E-Pro" di Beck (Shimmer / ROH)
  - "In My House" di Dale Oliver (TNA)
  - "Voodoo Queen" di Dale Oliver (TNA)[30]
  - "Shave It Bald" di Dale Oliver (TNA)[31][32]

## Titoli e riconoscimenti
- Defiant Pro Wrestling
  - DPW Women's Championship (1)[33]
- Eastern Pro Wrestling
  - EPW Women's Championship (1)[3]
- IndyGurlz
  - IndyGurlz Championship (1)[3]
- Lucha Libre Femenil
  - LLF Juvenil Championship (1)[2]
  - LLF Tag Team Championship (1) – con Diana La Cazadora[2]
  - LLF Copa de Reynosa
- Melting Pot Championship Wrestling
  - MPC Women's Championship (1)
- New England Championship Wrestling
  - NECW World Women's Championship (1)[3]
- Pro Wrestling Illustrated
  - PWI ranked her #7 of the best 50 female singles wrestlers in the PWI Female 50 in 2008[34]
- Professional Girl Wrestling Association
  - PGWA Championship (1)[2]
- Total Nonstop Action Wrestling
  - Queen of the Cage (2008)[2]
- Ultimate Wrestling (NY)
  - Women's Champion (1)[3]
- Women Superstars Uncensored
  - WSU Championship (1)[35]
  - WSU/NWS King and Queen of the Ring Tournament (2008) – con Rhett Titus[36]
- World Women's Wrestling
  - World Women's Wrestling Championship (1)[2]

### Lucha de Apuesta record
| Wager  | Winner        | Loser         | Location                                 | Date             | Notes                                               |  |
| ------ | ------------- | ------------- | ---------------------------------------- | ---------------- | --------------------------------------------------- |  |
| Mask   | Nikki Roxx    | Arianna       | Monterrey, Nuevo León, Messico           | 28 ottobre 2004  | Hair vs. mask match                                 |  |
| Hair   | Nikki Roxx    | Polly Star    | Monterrey, Nuevo León, Messico           | 17 dicembre 2004 | Hair vs. hair match                                 |  |
| Hair   | Gail Kim      | Roxxi Laveaux | Orlando (Florida), Stati Uniti d'America | 11 maggio 2008   | Hair vs. hair ladder match, tenuto a Sacrifice      |  |
| Career | Madison Rayne | Roxxi         | Orlando (Florida), Stati Uniti d'America | 13 giugno 2010   | Title vs. Career match, tenuto a Slammiversary VIII |  |